# Jack Thompson
Jack Thompson, nato John Hadley Payne (Sydney, 31 agosto 1940), è un attore australiano.

## Biografia
Nato in un sobborgo di Sydney, in Australia, sua madre morì quando aveva 4 anni. È stato uno dei maggiori caratteristi del cinema hollywoodiano negli anni fra i settanta e gli ottanta. Caratterista di grande livello, ha lavorato negli anni della maturità a fianco di attori quali William Holden, Kirk Douglas, Dennis Hopper e Ingrid Bergman, senza sfigurare al confronto: nell'ultimo decennio si è misurato con grandi attori quali Kevin Spacey e Sean Penn. È stato diretto in carriera da registi quali Bruce Beresford, Clint Eastwood, John Woo e Steven Soderbergh. Miglior attore non protagonista al Festival di Cannes nel 1980 per Esecuzione di un eroe.

### Vita privata
È stato sposato dal 1963 al 1968 con Dorothy Hall, da cui ha avuto un figlio, Patrick, anch'egli attore. In seguito ha sposato Leona King, da cui ha avuto un altro figlio, Billy.

## Filmografia parziale

### Cinema
- La moglie del professore (Petersen), regia di Tim Burstall (1974)
- Braccato a vita (Mad Dog Morgan), regia di Philippe Mora (1976)
- The Chant of Jimmie Blacksmith, regia di Fred Schepisi (1978)
- Annata '47 (The Journalist), regia di Michael Thornhill (1979)
- Esecuzione di un eroe ('Breaker' Morant), regia di Bruce Beresford (1980)
- Il bambino e il grande cacciatore (The Earthling), regia di Peter Collinson (1980)
- The Club, regia di Bruce Beresford (1980)
- L'uomo del fiume nevoso (The Man from Snowy River), regia di George Miller (1982)
- Bad Blood, regia di Mike Newell (1982)
- Furyo (Merry Christmas Mr. Lawrence), regia di Nagisa Ōshima (1983)
- L'amore e il sangue (Flesh & Blood), regia di Paul Verhoeven (1985)
- Wind - Più forte del vento (Wind), regia di Carroll Ballard (1992)
- Ruby Cairo, regia di Graeme Clifford (1992)
- Sulle orme del vento (A Far Off Place), regia di Mikael Salomon (1993)
- Tutto ciò che siamo (The sum of us), regia di Geoff Burton e Kevin Bowling (1994)
- Nome in codice: Broken Arrow (Broken Arrow), regia di John Woo (1996)
- Difesa ad oltranza - Last Dance (Last Dance), regia di Bruce Beresford (1996)
- Una ragazza sfrenata (Excess Baggage), regia di Marco Brambilla (1996)
- Mezzanotte nel giardino del bene e del male (Midnight in the Garden of Good and Evil), regia di Clint Eastwood (1997)
- Original Sin, regia di Michael Cristofer (2001)
- Star Wars: Episodio II - L'attacco dei cloni (Star Wars: Episode II - Attack of the Clones), regia di George Lucas (2002)
- The Assassination (The Assassination of Richard Nixon), regia di Niels Mueller (2004)
- Man-Thing - La natura del terrore (Man-Thing), regia di Brett Leonard (2005)
- Intrigo a Berlino (The Good German), regia di Steven Soderbergh (2006)
- I ragazzi di dicembre (December Boys), regia di Rod Hardy (2007)
- In amore niente regole (Leatherheads), regia di George Clooney (2008)
- Australia, regia di Baz Luhrmann (2008)
- Non avere paura del buio (Don't Be Afraid of the Dark), regia di Troy Nixey (2010)
- Il grande Gatsby (The Great Gatsby), regia di Baz Luhrmann (2013)
- Around the Block, regia di Sarah Spillane (2013)
- La luce sugli oceani, regia di Derek Cianfrance (2016)
- Poker Face, regia di Russell Crowe (2022)

### Televisione
- Perché è mio amico (Because He's my Friend), regia di Ralph Nelson (1978) - Film TV
- Bonnie & Clyde – miniserie TV, 2 episodi (2013)

### Doppiaggio
- Mankind: la storia di tutti noi - docu-serie, 12 episodio (2012)

## Doppiatori italiani
Nelle versioni in italiano delle opere in cui ha recitato, Jack Thompson è stato doppiato da:
- Renato Mori in Original Sin, Intrigo a Berlino, In amore niente regole
- Alessandro Rossi in Sulle orme del vento, Una ragazza sfrenata
- Bruno Alessandro in Star Wars: Episodio II - L'attacco dei cloni, The Assassination
- Gianni Musy in Furyo
- Glauco Onorato in L'amore e il sangue
- Carlo Sabatini in Nome in codice: Broken Arrow
- Dario Penne in Mezzanotte nel giardino del bene e del male
- Dario De Grassi in I ragazzi di dicembre
- Omero Antonutti in Australia
- Gianni Giuliano in Non avere paura del buio
- Pietro Biondi in Il grande Gatsby
- Franco Zucca in La luce sugli oceani